# Arenysaurus ardevoli
Arenysaurus ardevoli Pereda-Suberbiola et al., 2009 è un dinosauro erbivoro appartenente agli adrosauri, o dinosauri a becco d'anatra. Visse alla fine del Cretacico superiore (Maastrichtiano, circa 65 milioni di anni fa) e fu uno degli ultimi dinosauri. I suoi resti fossili sono stati ritrovati in Spagna.

## Descrizione

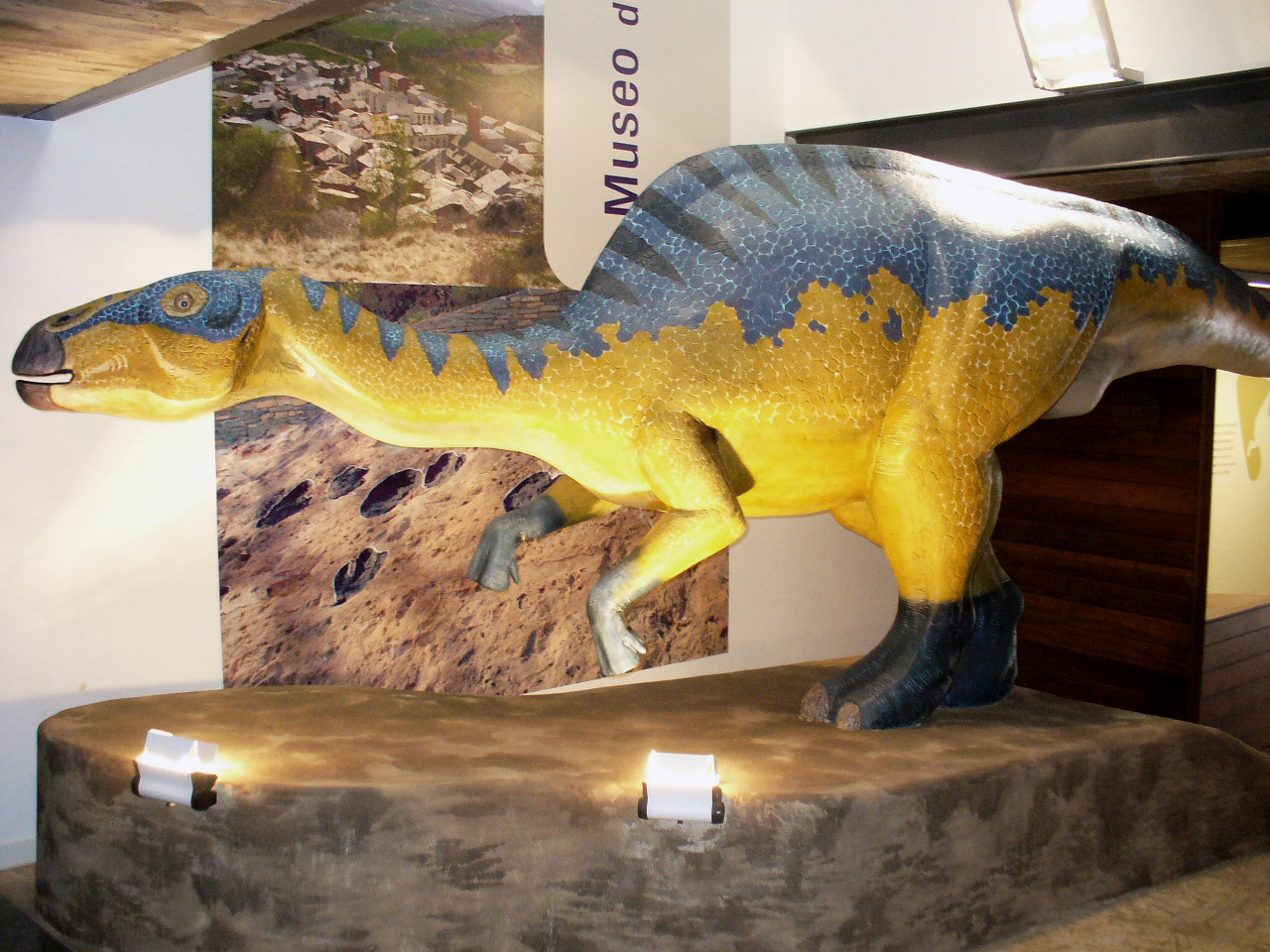
Ricostruzione museale

Questo dinosauro è conosciuto grazie ai fossili di redti cranici e postcranici, privi però della parte superiore del cranio. Dalla ricostruzione effettuata dagli studiosi, Arenysaurus doveva essere un erbivoro semibipede dalla corporatura relativamente robusta, dotato di zampe posteriori poderose; la lunghezza doveva aggirarsi sui 5-6 metri.

## Classificazione
Arenysaurus (il cui nome deriva dalla zona di Arén nei Pirenei, dove sono stati ritrovati i fossili) è un rappresentante dei lambeosaurini, un gruppo di dinosauri a becco d'anatra caratterizzato da creste cave nella parte superiore del cranio. 
I fossili non permettono di ricostruire la forma della cresta, ma le caratteristiche relativamente primitive indicano che Arenysaurus doveva essere un lambeosauro basale, nonostante la tarda apparizione nella documentazione fossile, alla fine dell'era dei dinosauri.